# Павленко, Николай Карпович
Никола́й Ка́рпович Павле́нко (род. 21 ноября 1943, Северодонецк, Ворошиловградская область, Украинская ССР, СССР) — советский и российский цирковой артист-дрессировщик хищных животных, Народный артист Российской Федерации (1992), Лауреат Государственной премии Российской Федерации в области литературы и искусства (2000).
Работает в клетке с тиграми в образе дирижёра без ассистентов.

## Образование
- В 1963[2] окончил Московский зоотехнический институт по специальности зоотехник[3]

## Биография
Павленко Николай Карпович родился 21 ноября 1943 года. Жил в Северодонецке, Луганске — Ворошиловграде (Украина).
С 17 лет в зооцирке, сначала рабочим по уходу за животными, лектором-экскурсоводом, завсекцией, директором зооцирка (1969—1972),, позднее — дрессировщиком.
Начинал работать со слоном. Выступал с собаками-динго, волками, бурыми и белыми медведями, ламами, верблюдом, ягуарами, лошадьми, пантерами.
В 1972 году переведён стажёром в аттракцион п/р Александра Николаевича Александрова-Федотова, в 1973 году дебютировал с аттракционом тигров Александрова-Федотова в Львовском цирке. Вначале аттракцион состоял из 8 хищников. В середине 1980-х гг. стал работать с тиграми двух видов — амурскими и суматранскими, позднее — только с суматранскими.
В начале 1990-х годов подготовил выдающийся аттракцион с самой крупной в российском цирке группой (17 суматранских тигров). Один из эффектных трюков — «нападение» двух разъярённых хищников на дрессировщика; артист пресекает агрессию животных, волевой командой заставляет их подняться на задние лапы и в таком положении пятиться, как бы отступая, до самой ограды.
Работает на манеже с собаками породы японский шпиц. Среди собак есть чемпионы мира.
В 1992 году получил звание Народный артист Российской Федерации.
Женат.

## Известные личности о Николае Павленко
- Лучший дрессировщик нашего времени. Бугримова, Ирина Николаевна, дрессировщица львов, первая в СССР женщина-дрессировщик[5]
- Если вам кажется, что дрессура негуманна, что нарушаются взаимоотношения в природе, извращены отношения человека и хищника, — дело ваше, не работайте с животными! А вот Николай Карпович Павленко, лауреат Госпремии, лучший наш дрессировщик, отвечает «зеленым» на вопрос: «Какой главный критерий определяет комфортное существование хищника?» Любой зооспециалист ответит: «Рождаемость!» — «Так вот у Павленко в цирке рождается десяток тигров каждый год». Он сам забудет поесть, но тигры у него живут так, что и в волшебном сне не приснится: сыты-помыты-расчесаны, работают с кайфом. (05.02.2010 г)[6]
- Любой зоолог вам скажет, что главный показатель благополучия хищника в неволе — появление у него потомства. А вот у Николая Карповича Павленко, лауреата Госпремии и лучшего нашего дрессировщика, его суматранские тигры каждый год рождают десяток тигрят. Тигры у него живут как их собратьям в саваннах и не снится: сыты-помыты-расчесаны, в манеже куражливы. И это, позвольте заметить, при жизни и работе в условиях, приближающихся к «фронтовым». Калмыков Александр Дмитриевич, Генеральный директор «Росгосцирка» (12.02.2010 г).[7]

## Награды и титулы
- Орден Дружбы (21 ноября 2015) — за заслуги в развитии отечественной культуры и искусства, многолетнюю плодотворную деятельность[8]
- Народный артист Российской Федерации (8 декабря 1992) — за большие заслуги в области циркового искусства[1]
- Заслуженный артист РСФСР (1985)
- Лауреат государственной премии (2000)
- Лауреат международного циркового фестиваля «Сиркуба-85» (Гран-при)
- Лауреат Международного конкурса артистов цирка в Монте-Карло в номинации «Дрессура хищников», (1990) приз «Золотой клоун»)
- Медаль Дурова (Германия)